# Franco Gaetano Scoca
Franco Gaetano Scoca (Roma, 7 gennaio 1935) è un giurista italiano.

## Biografia
Si laurea nel 1958 presso l'Università La Sapienza di Roma.
È un giurista, avvocato, accademico specializzato nel campo amministrativo.
È, inoltre, componente del Comitato scientifico della Società italiana avvocati amministrativi.

### Attività accademica
Nel 1967 intraprende la carriera accademica presso l'Università degli Studi di Firenze.
In seguito ha insegnato presso l'Università di Chieti, l'Università di Perugia e la Sapienza di Roma (fino al 2011). Professore emerito di diritto amministrativo.
Dal 1979 al 1997 è stato docente presso la Libera università internazionale degli studi sociali Guido Carli (Luiss), qui ha rivestito anche la carica di Preside nella Facoltà di Giurisprudenza.
Si annoverano, inoltre, seminari di studio e collaborazioni con l'Università di Istanbul, l'Università degli Studi Niccolò Cusano e l'Università di Bogotá. Ha fatto parte anche del Comitato tecnico-scientifico dell’Accademia forense Pegaso, accademia nata dalla collaborazione tra la Cassa forense nazionale e l'Università Pegaso.
È stato direttore della Rivista trimestrale "Diritto Pubblico", incarico ricoperto fino al 1972.

### Vita privata
È figlio dell'onorevole della Dc Salvatore Scoca, membro dell'Assemblea Costituente (1946). Costui, inoltre, ricoprì gli incarichi di Ministro per la Riforma Burocratica, Sottosegretario al Tesoro (nel governo Bonomi), Sottosegretario all'Economia (nel governo De Gasperi) e Avvocato generale dello Stato fino alla sua morte.
Sua sorella, invece, era Maretta Scoca, già deputata, Sottosegretario alla Giustizia e Sottosegretario ai Beni Culturali nonché giudice nella trasmissione televisiva Forum di Barbara Palombelli.

## Opere
- Attività privata e potere amministrativo. Il modello della dichiarazione di inizio attività, Giappichelli Editore
- Manuale di Diritto Amministrativo, Giappichelli Editore
- La pubblica Amministrazione e la sua azione, Giappichelli Editore
- I servizi pubblici locali, Giappichelli Editore
- Accordi amministrativi tra provvedimenti e contratti, Giappichelli Editore
- Diritto Amministrativo 2011, Giappichelli Editore
- La rivista nel diritto, Giappichello Editore
- Una giustizia per la pubblica amministrazione, Giappichelli Editore
- Giustizia Amministrativa, Giappichelli Editore[5]

## Riconoscimenti
- 2009 - "Premio Antonio Sorrentino"[6]
- 2011 - Professore emerito di diritto amministrativo "La Sapienza"